# 賴潔敏
賴潔敏（Shevon Jemie Lai，1993年8月8日—），馬來西亞女子羽毛球運動員。

## 簡歷
2012年，賴潔敏与黄辉颖出战樂魚羽毛球國際系列賽，夺得其首个国际赛冠军。同年8月，她与王健國出战新加坡羽毛球國際系列賽，在混双準决赛以0比2（18-21、16-21）不敌赛会7号种子、中華台北的曾敏豪/賴佳玟。同年11月，她与黃寶玲出战馬來西亞羽毛球國際挑戰賽，在女双準决赛以0比2（5-21、11-21）不敌赛会头号种子、队友的鄒美君/李明艷。
2013年11月，賴潔敏与鄒美君出战馬來西亞羽毛球國際挑戰賽，在女双準决赛以0比2（15-21、13-21）不敌日本的久後明日美/宮內唯。
2014年8月，賴潔敏与陳致佃出战新加坡羽毛球國際系列賽，在混双準决赛以0比2（16-21、17-21）不敌赛会6号种子、新加坡的许永凯/陈薇涵。同年11月，她与陳致佃出战馬來西亞羽毛球國際挑戰賽，在混双準决赛以0比2（20-22、10-21）不敌印尼的哈菲兹·费萨尔/谢拉·德维·奥莉亚。同年12，她與陳致佃出戰孟加拉羽毛球國際挑戰賽，在混双决赛以2比0（21-17、21-18）击败了队友的陈伟源/白燕薇，赢得冠军。
2015年1月，賴潔敏与陳致佃出战泰國羽毛球國際挑戰賽，在混双决赛以1比2（21-18、19-21、12-21）不敌赛会3号种子、韩国强档的催率圭/蔡侑玎。同年8月，她參加印尼雅加達舉行的世界羽毛球錦標賽，與陳致佃合作出戰混合雙打項目，首圈就以0比2（18-21、20-22）不敵法國的罗南·拉巴尔/埃米莉·拉菲尔出局。同年12月，她分别与白燕薇以及陈伟源出战孟加拉羽毛球國際挑戰賽，在女双準决赛以1比2（21-15、10-21、12-21）不敌赛会头号种子、泰国的查亚倪·查拉查兰/帕泰玛斯·门翁。
2016年3月，賴潔敏与黄辉颖出战羅馬尼亞羽毛球國際賽，在混双决赛以2比0（21-15、21-17）击败了队友的王耀新/白燕薇，赢得冠军。同年5月，她与黄辉颖出战樂魚羽毛球國際挑戰賽，在混双决赛以0比2（16-21、17-21）不敌赛会头号种子、新加坡的许永凯/陈薇涵，赢得亚军。同年9月，她代表马来西亚参加俄羅斯拉緬斯科耶举办的世界大學生羽毛球錦標賽，在与Mohd Lutfi Zaim Abdul Khalid的混双决赛以0比2（13-21、19-21）不敌中華台北的李洋/許雅晴，赢得银牌。同年11月，她与吳順發出战馬來西亞羽毛球國際挑戰賽，在混双决赛以2比0（21-13、21-17）击败了中華台北的楊博軒/温晧昀，赢得冠军。同期11月，她与吴顺发出战蘇格蘭羽毛球大獎賽，在混双决赛以2比1（13-21、21-18、21-16）击败了赛会头号种子、印度强档的普拉纳·杰里·乔普拉/斯基·雷迪，赢得冠军。同样11月，她与吳順發出战威爾斯羽毛球國際賽，在混双决赛以1比2（16-21、21-11、18-21）不敌赛会头号种子、波兰强档的罗伯特·马特斯亚克/娜蒂斯达·希尔巴，赢得亚军。
2017年1月，賴潔敏与吳順發出战馬來西亞羽毛球大師賽，在混双决赛以0比2（17-21、9-21）不敌赛会2号种子、队友的陈健铭/賴沛君，赢得亚军。同年8月，她代表马来西亚参加本国举办的東南亞運動會羽毛球比賽，在率先进行的团体赛。马来西亚女队赢得银牌；此外，还与吳順發的混双决赛以0比2（15-21、20-22）不敌赛会头号种子、泰国强档的德差蓬·保乌拉努科/沙西丽·德拉达那猜，赢得银牌。同年10月，她与吳順發出战丹麥羽毛球首要超級賽，首次打进混双準決賽的四强佳绩。
2018年1月，賴潔敏与吳順發出战馬來西亞羽毛球大師賽，在混双準决赛以1比2（21-14、12-21、13-21）不敌赛会2号种子、香港强档的鄧俊文/謝影雪。同年3月，她与吳順發出战德國羽毛球公開賽，在混双决赛以2比0（21-14、22-20）击败了丹麦强档的尼克拉斯·诺尔/萨拉·蒂格森，赢得冠军。
2020年1月，赖洁敏与吴顺发出战泰国羽毛球大师赛超级300赛，在混双决赛以1比2（21-19、19-21、22-24）不敌英格兰种子选手组合马库斯·埃利斯/劳伦·史密斯。同年1月，赖洁敏与吴顺发出战印度尼西亚羽毛球大师赛超级500赛，在混双比赛以0比2（21-15、21-14）不敌韩国劲旅高成炫/严惠媛，只能止步16强。
2020年12月底至2021年1月，賴潔敏与吴顺发出战在泰国举行的3站超级系列赛。首站在YONEX泰国羽毛球公开赛混双赛次圈，賴潔敏与吴顺发以0比2（12-21、19-21）不敌泰国混双劲旅德差蓬·保乌拉努科/沙西丽·德拉达那猜。在另一场TOYOTA泰国羽毛球公开赛混双赛次圈，賴潔敏与吴顺发再次对上泰国组合德差蓬·保乌拉努科/沙西丽·德拉达那猜，以1比2（18-22、21-18、12-21）止步16強。在世界羽联超级系列赛总决赛，赖洁敏与吴顺发在混双半决赛对上世界排名第8的韩国组合徐承宰/蔡侑玎，以0比2（19-21、8-21）直落两局落败，止步4强。2月，因在世界羽聯於泰國補辦的兩站世界巡迴賽賽事及總決賽表现不佳而被馬來西亞羽毛球協會開除國家隊。

## 主要比賽成績
只列出曾進入準決賽的國際賽事成績：
| 年份   | 賽事                     | 公開賽級別 | 項目     | 拍檔                         | 成績   |
| ------ | ------------------------ | ---------- | -------- | ---------------------------- | ------ |
| 2010年 | 世界青年羽毛球錦標賽     | 其他       | 混合團體 | －                           | 季軍   |
| 2011年 | 亞洲青年羽毛球錦標賽     | 其他       | 混合團體 | －                           | 亞軍   |
| 2011年 | 世界青年羽毛球錦標賽     | 其他       | 混合團體 | －                           | 冠軍   |
| 2012年 | 樂魚羽毛球國際系列賽     | 國際系列賽 | 混合雙打 | 黄辉颖                       | 冠軍   |
| 2012年 | 新加坡羽毛球國際系列賽   | 國際系列賽 | 混合雙打 | 王健國                       | 準決賽 |
| 2012年 | 馬來西亞羽毛球國際挑戰賽 | 國際挑戰賽 | 女子雙打 | 黃寶玲                       | 準決賽 |
| 2013年 | 馬來西亞羽毛球國際挑戰賽 | 國際挑戰賽 | 女子雙打 | 鄒美君                       | 準決賽 |
| 2014年 | 新加坡羽毛球國際系列賽   | 國際系列賽 | 混合雙打 | 陳致佃                       | 準決賽 |
| 2014年 | 越南羽毛球國際系列賽     | 國際系列賽 | 混合雙打 | 陳致佃                       | 亞軍   |
| 2014年 | 馬來西亞羽毛球國際挑戰賽 | 國際挑戰賽 | 混合雙打 | 陳致佃                       | 準決賽 |
| 2014年 | 孟加拉羽毛球國際挑戰賽   | 國際挑戰賽 | 混合雙打 | 陳致佃                       | 冠軍   |
| 2015年 | 泰國羽毛球國際挑戰賽     | 國際挑戰賽 | 混合雙打 | 陳致佃                       | 亞軍   |
| 2015年 | 孟加拉羽毛球國際挑戰賽   | 國際挑戰賽 | 女子雙打 | 白燕薇                       | 準決賽 |
| 2015年 | 孟加拉羽毛球國際挑戰賽   | 國際挑戰賽 | 混合雙打 | 陈伟源                       | 亞軍   |
| 2016年 | 羅馬尼亞羽毛球國際賽     | 國際系列賽 | 混合雙打 | 黄辉颖                       | 冠軍   |
| 2016年 | 樂魚羽毛球國際挑戰賽     | 國際挑戰賽 | 混合雙打 | 黄辉颖                       | 亞軍   |
| 2016年 | 世界大學生羽毛球錦標賽   | 其他       | 混合雙打 | Mohd Lutfi Zaim Abdul Khalid | 亞軍   |
| 2016年 | 馬來西亞羽毛球國際挑戰賽 | 國際挑戰賽 | 混合雙打 | 吳順發                       | 冠軍   |
| 2016年 | 蘇格蘭羽毛球大獎賽       | 大獎賽     | 混合雙打 | 吴顺发                       | 冠軍   |
| 2016年 | 威爾斯羽毛球國際賽       | 國際挑戰賽 | 混合雙打 | 吳順發                       | 亞軍   |
| 2017年 | 馬來西亞羽毛球大師賽     | 黃金大獎賽 | 混合雙打 | 吳順發                       | 亞軍   |
| 2017年 | 泰國羽毛球黃金大獎賽     | 黃金大獎賽 | 混合雙打 | 吳順發                       | 亞軍   |
| 2017年 | 東南亞運動會羽毛球比賽   | 其他       | 女子團體 | －                           | 銀牌   |
| 2017年 | 東南亞運動會羽毛球比賽   | 其他       | 混合雙打 | 吳順發                       | 銀牌   |
| 2017年 | 丹麥羽毛球首要超級賽     | 首要超級賽 | 混合雙打 | 吳順發                       | 準決賽 |
| 2018年 | 馬來西亞羽毛球大師賽     | 超級500賽  | 混合雙打 | 吳順發                       | 準決賽 |
| 2018年 | 印尼羽毛球大師賽         | 超級500賽  | 混合雙打 | 吳順發                       | 準決賽 |
| 2018年 | 德國羽毛球公開賽         | 超級300賽  | 混合雙打 | 吳順發                       | 冠軍   |
| 2018年 | 英聯邦運動會羽毛球比賽   | 其他       | 混合團體 | －                           | 銀牌   |
| 2018年 | 新加坡羽毛球公開賽       | 超級500賽  | 混合雙打 | 吳順發                       | 冠軍   |
| 2019年 | 德國羽毛球公開賽         | 超級300賽  | 混合雙打 | 吳順發                       | 準決賽 |
| 2019年 | 全英羽毛球公開賽         | 超級1000賽 | 混合雙打 | 吳順發                       | 準決賽 |
| 2019年 | 中國福州羽毛球公開賽     | 超級750賽  | 混合雙打 | 吳順發                       | 準決賽 |
| 2019年 | 香港羽毛球公開賽         | 超級500賽  | 混合雙打 | 吳順發                       | 準決賽 |
| 2019年 | 韓國羽毛球大師賽         | 超級300賽  | 混合雙打 | 吳順發                       | 亞軍   |
| 2019年 | 東南亞運動會羽毛球比賽   | 其他       | 女子團體 | －                           | 銅牌   |
| 2019年 | 東南亞運動會羽毛球比賽   | 其他       | 混合雙打 | 吳順發                       | 銀牌   |
| 2020年 | 泰國羽毛球大師賽         | 超級300賽  | 混合雙打 | 吳順發                       | 準決賽 |
| 2020年 | 世界羽聯世界巡迴賽總決賽 | 總決賽     | 混合雙打 | 吳順發                       | 準決賽 |
| 2022年 | 瑞士羽毛球公開賽         | 超級300賽  | 混合雙打 | 吳塤閥                       | 亞軍   |
| 2022年 | 韓國羽毛球大師賽         | 超級300賽  | 混合雙打 | 吳塤閥                       | 準決賽 |
| 2022年 | 新加坡羽毛球公開賽       | 超級500賽  | 混合雙打 | 吳塤閥                       | 準決賽 |
| 2022年 | 丹麥羽毛球公開賽         | 超級750賽  | 混合雙打 | 吳塤閥                       | 準決賽 |
| 2023年 | 瑞士羽毛球公開賽         | 超級300賽  | 混合雙打 | 吳塤閥                       | 亞軍   |
| 2023年 | 亞洲羽毛球錦標賽         | 其他       | 混合雙打 | 吳塤閥                       | 季軍   |
| 2023年 | 蘇迪曼盃                 | 其他       | 混合團體 | －                           | 季軍   |
| 2023年 | 香港羽毛球公開賽         | 超級500賽  | 混合雙打 | 吳塤閥                       | 準決賽 |
| 2023年 | 韓國羽毛球大師賽         | 超級300賽  | 混合雙打 | 吳塤閥                       | 準決賽 |
| 2024年 | 瑞士羽毛球公開賽         | 超級300賽  | 混合雙打 | 吳塤閥                       | 冠軍   |
| 2024年 | 馬來西亞羽毛球大師賽     | 超級500賽  | 混合雙打 | 吳塤閥                       | 冠軍   |
| 2024年 | 中國羽毛球公開賽         | 超級1000賽 | 混合雙打 | 吳塤閥                       | 亞軍   |
| 2024年 | 北極羽毛球公開賽         | 超級500賽  | 混合雙打 | 吳塤閥                       | 準決賽 |
| 2024年 | 日本熊本羽毛球大師賽     | 超級500賽  | 混合雙打 | 吳塤閥                       | 準決賽 |
| 2024年 | 世界羽聯世界巡迴賽總決賽 | 總決賽     | 混合雙打 | 吳塤閥                       | 準決賽 |
| 2025年 | 馬來西亞羽毛球公開賽     | 超級1000賽 | 混合雙打 | 吳塤閥                       | 準決賽 |
| 2025年 | 印度羽毛球公開賽         | 超級750賽  | 混合雙打 | 吳塤閥                       | 準決賽 |

| 2007-2017年 | 首要超級賽 | 超級賽 | 黃金大獎賽 | 大獎賽 | 國際挑戰賽 | 國際系列賽 | 未來系列賽 | 其他 |

| 2018-2026年 | 總決賽 | 超級1000賽 | 超級750賽 | 超級500賽 | 超級300賽 | 超級100賽 | 國際挑戰賽 | 國際系列賽 | 未來系列賽 | 其他 |

### 奧運會和世錦賽參賽紀錄
|          | 搭檔   | 2015 | 2016 | 2017 | 2018 | 2019 | 2021 | 2022 | 2023 |
| -------- | ------ | ---- | ---- | ---- | ---- | ---- | ---- | ---- | ---- |
| 混合雙打 | 陳致佃 | 48強 | －   | －   | －   | －   | －   | －   | －   |
| 混合雙打 | 吳順發 | －   | －   | －   | 16強 | 32強 | 8強  | 8強  | 16強 |